# Oropouche-Fieber
Das Oropouche-Fieber (OF) ist eine tropische Infektionskrankheit, ausgelöst durch das Oropouche-Virus.
Es kommt im Amazonasgebiet, der Karibik und Panama vor. Der Name leitet sich vom Oropuche River auf der Insel Trinidad ab.

## Erreger und Übertragung
Der Erreger ist das Oropouche-Virus (englisch Oropouche-Virus, OROV; Art: Orthobunyavirus oropoucheense, früher Oropouche orthobunyavirus, OrpObV), das zur Familie Peribunyaviridae gehört. Zur selben Virusspezies gehören das Iquitos-Virus (IQTV), das Madre-de-Dios-Virus (MDDV), das Perdões-Virus (PDEV) und das Pintupo-Virus (PINTV).
Das Oropouche-Virus wird durch Stechmücken bzw. durch die Gnitze Culicoides paraensis auf den Menschen übertragen und wird daher zur nicht-taxonomischen Gruppe der Arboviren gerechnet. Als Virusreservoir dienen Wildsäuger (Faultiere), Vögel und nach erfolgter Anpassung des Virus auch neuerdings der Mensch.

## Ausbrüche
Der erste Ausbruch erfolgte in den 1950er Jahren. Mittlerweile gehört die Erkrankung in Brasilien zu den häufigsten Infektionskrankheiten mit Hunderttausenden von Erkrankten. Durch die Intensivierung des Kakaoanbaus in Brasilien (Mückenbrut in leeren, wassergefüllten Kakaoschalen) kam es in den letzten Jahren zu einer Vermehrung der Mücken und damit zu einem gehäuften, epidemieartigen Anstieg der Übertragungen und Erkrankungen auf den Menschen.
Ende Mai 2024 meldete Kuba die ersten Fälle des Oropouche-Fiebers im Land. Betroffen waren zunächst die Provinzen Santiago mit 54 und Cienfuegos mit 20 Fällen. Vier Wochen später waren bereits neun der sechzehn Provinzen Kubas betroffen.
Im Juni 2024 wurden die ersten Fälle von Oropouche-Fieber in Europa bekannt. Zwei Italiener, einer aus Venetien, einer aus der Emilia-Romagna, hatten sich Ende Mai bzw. Anfang Juni an unterschiedlichen Orten jeweils während einer Kuba-Reise infiziert. Im Juli 2024 wurden die ersten zwei Fälle in Deutschland gemeldet. Auch diese Betroffenen hatten sich in Kuba infiziert.
Anfang August 2024 wurde ein Fall, Ende August 2024 drei weitere Fälle auf den Kanarischen Inseln bestätigt. Alle vier Fälle wurden aus Kuba importiert.

## Klinik
Das Oropouche-Fieber ist eine in der Regel gutartig verlaufende Krankheit. Die Inkubationszeit beträgt 3–10 Tage. Danach können für 2–7 Tage Symptome wie Schüttelfrost, Fieber, Kopf- und Gliederschmerzen auftreten; in Einzelfällen treten die Symptome Wochen nach dem ersten Abklingen wieder auf. Selten kommt es zu einem Exanthem und zu einer Beteiligung des Zentralnervensystems in Form einer Meningitis.
Eine Impfung oder spezifische Therapie ist nicht bekannt.